# Nasséré
Nasséré ist sowohl eine Gemeinde (französisch commune rurale) als auch ein dasselbe Gebiet umfassendes Departement im westafrikanischen Staat Burkina Faso, in der Region Centre-Nord und der Provinz Bam. Die Gemeinde hat in 14 Dörfern 10.507 Einwohner.